# 15729 Юмікойтахана
15729 Юмікойтахана (15729 Yumikoitahana) — астероїд головного поясу, відкритий 16 жовтня 1990 року.
Тіссеранів параметр щодо Юпітера — 3,581.
Названо на честь астронома-аматора Юміко Ітахани (яп. ゆみこ・いたはな(板花友美子) юміко ітахана).